# Triophinae
Triophinae is een onderfamilie van weekdieren uit de klasse van de Gastropoda (slakken).

## Geslachten
- Colga Bergh, 1880
- Crimora Alder & Hancock, 1862
- Heteroplocamus W. R. B. Oliver, 1915
- Holoplocamus Odhner, 1926
- Joubiniopsis Risbec, 1928
- Kaloplocamus Bergh, 1880
- Limacia O. F. Müller, 1781
- Plocamopherus Rüppell & Leuckart, 1828
- Triopha Bergh, 1880